# 黒い犬の秘密
『黒い犬の秘密』（くろいいぬののひみつ、The Black Dog Mystery ）は、1941年に刊行されたエラリー・クイーンの推理小説。
エラリー・クイーン・ジュニア名義だが、日本ではエラリー・クイーン名義で翻訳・出版された。
作家エラリー・クイーンが児童向けに発表した作品であり、ジュナの冒険シリーズの第１作でもある。舞台は主人公ジュナの住む村エデンボロ。シリーズは1966年の第9作「紫の鳥の秘密」まで25年にわたり続く。

## あらすじ
エデンボロの村に住んでいるジュナとスコッチ・テリアのチャンプ。町まで買物に行ったジュナたちは、銀行から出てくる拳銃を持った二人組に出くわす。逃げる犯人を目撃したことから、銀行強盗事件の捜査に協力するのだが・・・。

## 主な登場人物
- ジュナ - 主人公。エデンボロの村に住む少年。チャンプという名前の犬を飼っている。
- チャンプ - ジュナの愛犬。
- エラリイ - ジュナのおばさん。初老の婦人。ジュナと二人で暮らしている。
- トミー - ジュナの友人。
- ジョージ - 村の大工だが、修理、配送などトラックを使い、様々な仕事をこなしている。

## 書誌情報
- 『黒い犬の秘密』（1978年　早川書房　ハヤカワ文庫　JR1）
- 『見習い探偵ジュナの冒険 黒い犬と逃げた銀行強盗』（2017年、角川つばさ文庫）